# نظاری (یمن)
 نضاری  به عربی ( النَضاری  )، روستایی کوجکی است در قلهٔ کوه (جبل حنتمة)، در ناحیهٔ (رزان) واعمال شهر صنعاء از توابع استان صَنعاء در کشور یمن در شبه جزیره عربستان. 
جمعیت آن ۲۶۱ نفر (۱۳ خانوار) می‌باشد.